# Rustenburg (Bunde)
Rustenburg is een herenhof en voormalig landgoed in de Geulstraat in de Nederlandse plaats Bunde, in de provincie Limburg. Het is een rijksmonument uit 1654, van algemeen belang wegens oudheidkundige en kunsthistorische waarde.
De oudste vermelding is op een Franse militaire kaart uit 1748. In 1767 volgde de eerste schriftelijke vermelding: de erven van dr. Munix verkochten Rustenburg aan Frans Debra.
Waarschijnlijk was Rustenburg een allodium. Het oudste gedeelte is het achterhuis, waarvan een gevelsteen het jaartal 1654 aangeeft. Het herenhuis is in de 18e eeuw gebouwd en werd in 1918 voorzien van een toren. De ingangsvleugel dateert uit 1720.
Rustenburg is een vierkantshoeve rond een gesloten binnenhof. Tot het begin van de 21e eeuw bood de poort met veldkeien aan de voet toegang tot een boerenbedrijf dat gevestigd was in de zuidelijke en westelijke hoek van het gebouw. Aan de binnenplaats van maaskeien bevonden zich de boerenwoning en de stallen voor vee en opslag van de oogst rond een ommuurde mestvaalt en een waterpomp. De toegang tot de twee herenhoeken bevonden zich in grote tuinen aan de buitenzijde van het carré. De uit 1720 daterende hoofdhoek op het zuiden en oosten heeft een torentje en een beschermd Lodewijk XVI-interieur met grote hal in Vlaams hardsteen, een tuinzaal met hoge ramen en trappen met siersnijwerk.
Van de kapel zijn slechts nog resten in het metselwerk zichtbaar.
De meer sobere hoek op het oosten en noorden diende in de 20e eeuw als burgemeesterswoning. Het terrein achter het boerenbedrijf en de grond achter de tuinen was tot aan het riviertje de Geul in gebruik als weideland met melkvee en hoogstam fruitteelt. De toegang tot het landgoed werd gemarkeerd door drie hekpijlerstellen. In het begin van de 21ste eeuw werd de zuidelijke flank van Rustenburg verbouwd tot appartementen. De weilanden zijn thans bebouwd met woningen.